# 93256 Stach
93256 Stach è un asteroide della fascia principale. Scoperto nel 2000, presenta un'orbita caratterizzata da un semiasse maggiore pari a 2,7472962 UA e da un'eccentricità di 0,1125083, inclinata di 4,30778° rispetto all'eclittica.